# Варґаві
Варґаві (груз. ვარგავი) — село в Грузії.
За даними перепису населення 2014 року в селі проживає 53 особи.